# Rivière Beauchastel
Pour les articles homonymes, voir Beauchastel (homonymie).
La rivière Beauchastel est un affluent de la rivière Kinojévis, coulant dans la ville de Rouyn-Noranda, dans la région administrative de l’Abitibi-Témiscamingue, au Québec, au Canada.

## Géographie
Les bassins versants voisins sont :

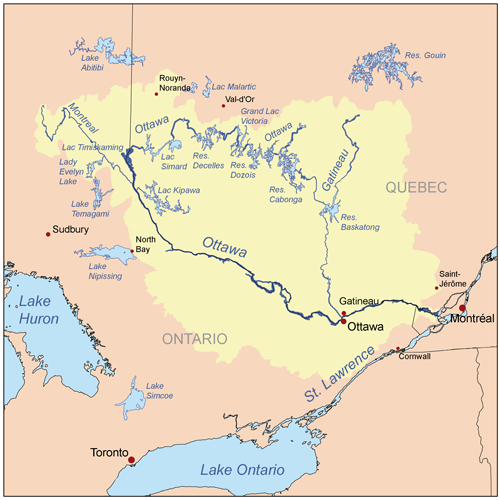
Bassin hydrographique de la rivière des Outaouais.

- Côté nord : lac Vallet, rivière Kinojévis, rivière Dufault ;
- Côté est : lac Kinojévis, rivière Kinojévis, lac Vaudray, rivière Vaudray ;
- Côté sud : rivière Bellecombe, lac Bellecombe, rivière à Pressé ;
- Côté ouest : lac Opasatica, ruisseau Grance.

Le lac Beauchastel constitue la source de la rivière Beauchastel.
- 6,0 km vers le nord-est en coupant une route, jusqu’à la rive ouest du lac Bruyère ;
- 3,9 km vers le sud-est en traversant le lac Bruyère (longueur : 3,9 km ; altitude : 269 m) ;
- 1,4 km vers le sud-est en recueillant les eaux de la rivière Bellecombe (venant du sud) et en traversant une zone de marais, jusqu’à son embouchure[2].

L’embouchure de la rivière Beauchastel se situe à :
- 30,1 km au nord-ouest de la confluence de la rivière Kinojévis et de la rivière des Outaouais ;
- 32,4 km au sud-ouest du lac Chassignolle ;
- 14,1 km au sud-est du centre-ville de Rouyn-Noranda ;
- 25,9 km au nord-est du lac Opasatica.

La rivière Beauchastel se déverse en zone de marais (baie Richard), dans un coude de rivière sur la rive sud-est de la rivière Kinojévis. Cette embouchure est située dans une baie (en forme de U, entourant l’île Gilbert par le sud) et à l'est du village de Mont-Brun. À partir de l’embouchure, le courant traverse cette baie (comportant des zones de marais) pour rejoindre la rivière Kinojévis ; de là, cette rivière traverse les Rapides Clayhill en aval du village de Mont-Brun, et coule généralement vers le sud, en formant une grande courbe pour passer dans la ville de Rouyn-Noranda ; puis la rivière Kinojévis coule vers le sud pour aller se déverser sur la rive nord de la rivière des Outaouais.

## Toponymie
Le toponyme rivière Beauchastel a été officialisé le 5 décembre 1968 à la Commission de toponymie du Québec, soit lors de sa création.